# Callirrhoe
Callirrhoe (JXVII, S/1999 J 1) är en av Jupiters yttersta månar. Den upptäcktes 19 oktober 1999 av Spacewatch och var ursprungligen katalogiserad som en asteroid (1999 UX18). Timothy B. Spahr upptäckte den 8 juli 2000 att den gick i en bana omkring Jupiter. Den fick då den preliminära beteckningen S/1999 J 1.
Callirrhoe är omkring 7 kilometer i diameter, har en mörk yta och roterar kring Jupiter i en retrograd bana på cirka 24 102 000 kilometer.
Kallirhoe älskades av Zeus och var flodguden Acheloos dotter i den grekiska mytologin.